# Елтериш
Елтериш е каган на Източнотюркския каганат, управлявал през 682 – 693 година. Той е бил вожд на Гьоктюрките през 650 г. на територията на Шанюй  (близо до съвременния Цецерлег, Монголия). Баща му и дядо му са служили като тудуни.
Той е родственик на Илиг, последният владетел на източните тюрки преди подчиняването им от империята Тан през 630 година. Елтериш е управител на малка област под властта на Тан, но след победа над уйгурите около 682 година се обявява за каган, възстановявайки Източнотюркския каганат. През следващите години води успешни войни срещу съседните провинции на Тан и васалните им тюрки.
Елтериш умира през 693 година и е наследен от по-малкия си брат Капаган.